# Neuer Pavillon

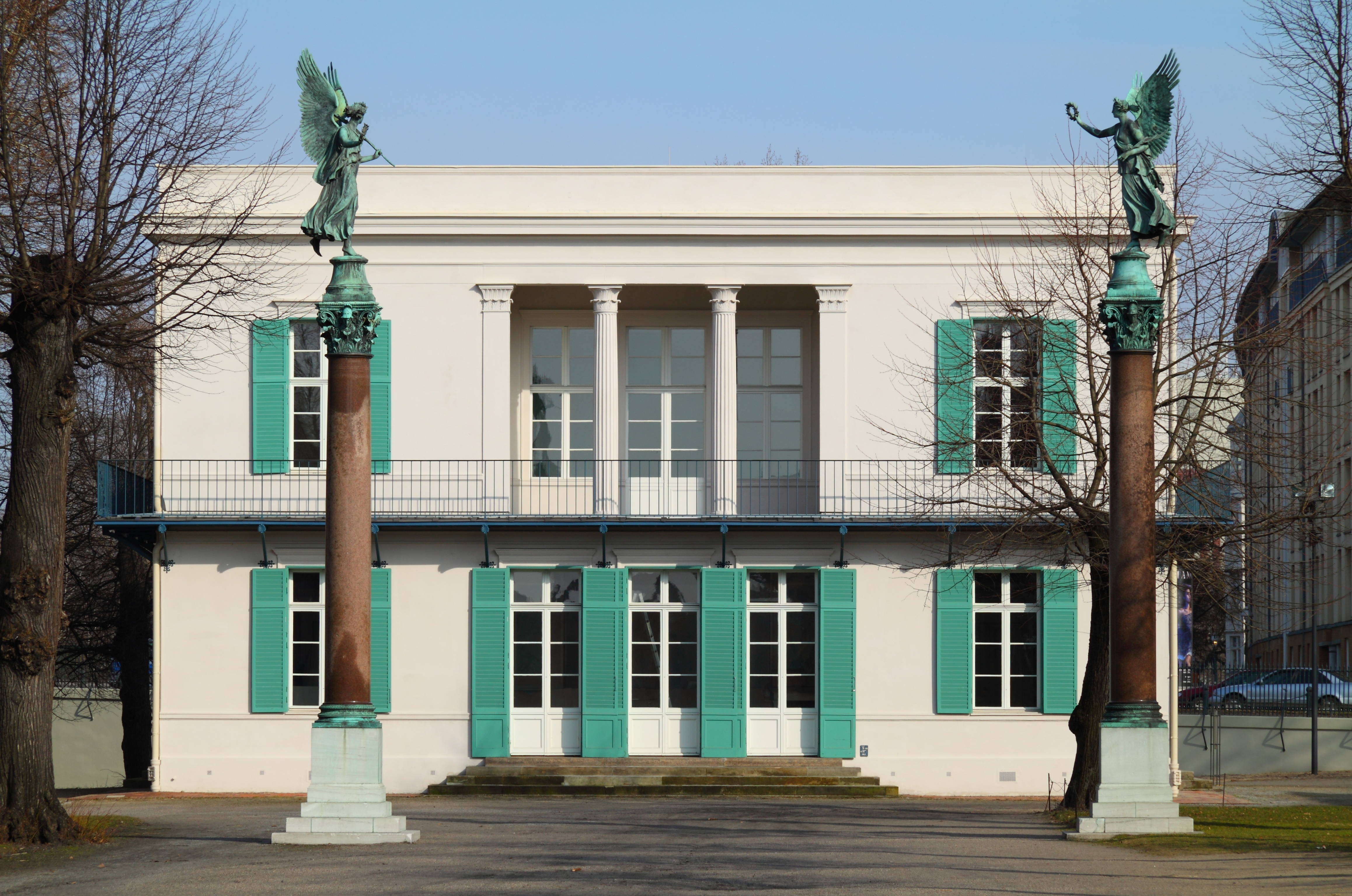
Der Neue Pavillon (West-Fassade)

Der Neue Pavillon (auch als Schinkel-Pavillon bezeichnet) ist ein von 1824 bis 1825 errichtetes klassizistisches Bauwerk des preußischen Architekten Karl Friedrich Schinkel in Berlin-Charlottenburg und liegt direkt neben dem Schloss Charlottenburg in Berlin.

## Baugeschichte

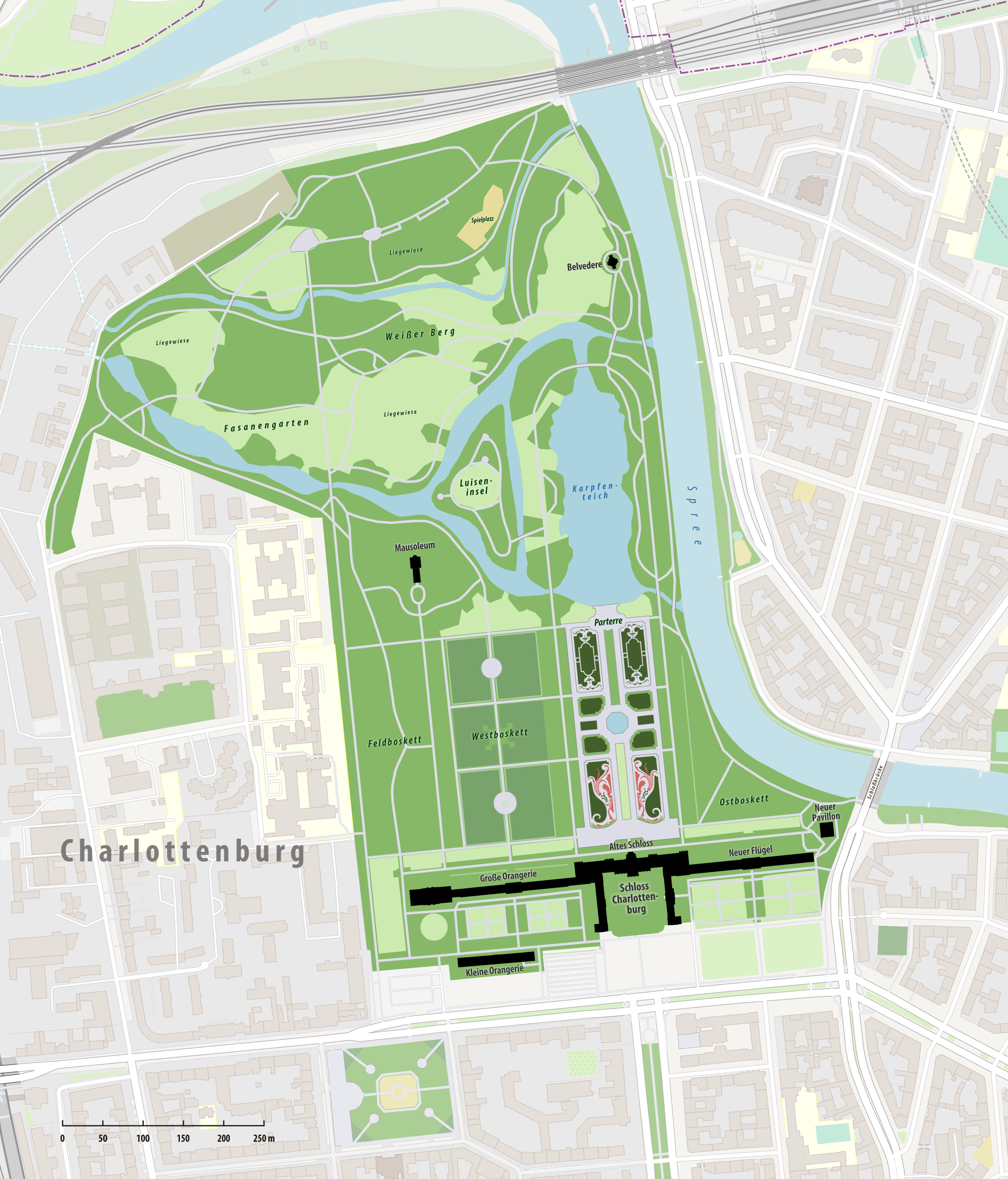
Der Neue Pavillon liegt im östlichen Bereich von Schlosspark Charlottenburg, direkt neben den Neuen Flügeln der Schlossanlage.

Grundriss vom Neuen Pavillon

Der preußische König Friedrich Wilhelm III. hatte im Jahr 1822 die Villa Chiatamone an der Küste von Neapel besucht. Ein Jahr später beauftragte er Schinkel mit dem Bau eines neuen Pavillons im Schlosspark direkt am Ende des östlichen Seitenflügels von Schloss Charlottenburg. Damit sollte das eheliche Haus für das Leben mit seiner zweiten Frau errichtet werden. Friedrich Wilhelm heiratete im Jahre 1824 Auguste Gräfin von Harrach. Es handelte sich hierbei um eine morganatische Ehe. Demgemäß sollte das Gebäude nicht die Dimensionen eines Schlosses erhalten.
Der gewählte Bauplatz am östlichen Ende der Schlossterrasse verband die unmittelbare Nähe zum Spree-Ufer mit dem Blick hinüber zu dem erst 1823 von Schinkel errichteten Landhaus Behrend. Die heute seltsam anmutende Platzierung hinsichtlich Nähe und Winkel zur Hauptverkehrsstraße entstand erst mit Fertigstellung der neuen Schloßbrücke (1901) und der Durchbindung der Kaiser-Friedrich-Straße (1905), für die auch Schinkels Landhaus Behrend abgetragen wurde. Damit war die Großstadt mit einer Verkehrsmagistrale so nah an den Neuen Pavillon herangerückt, dass sich die idyllische Randlage in der Charlottenburger Schlossanlage ins Gegenteil verkehrt hatte und das ursprünglich intendierte südländische Wohnerlebnis verloren war. Dem Pavillon fiel fortan nur noch eine profane Nutzung zu.
Bei einem Fliegerangriff am 23. November 1943 wurde das Gebäude getroffen und brannte bis auf die Außenmauern nieder. Das Inventar wurde beinah restlos vernichtet. Von 1957 bis 1970 wurde der Pavillon einschließlich der Innenarchitektur rekonstruiert und im Jahr 2001 renoviert.

## Gestaltung

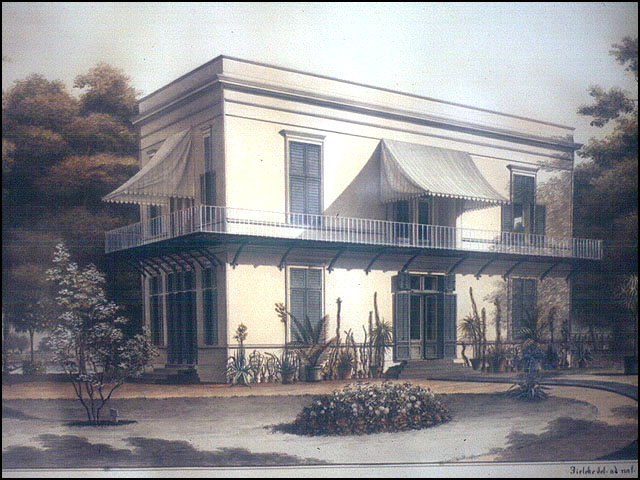
Der Neue Pavillon 1835

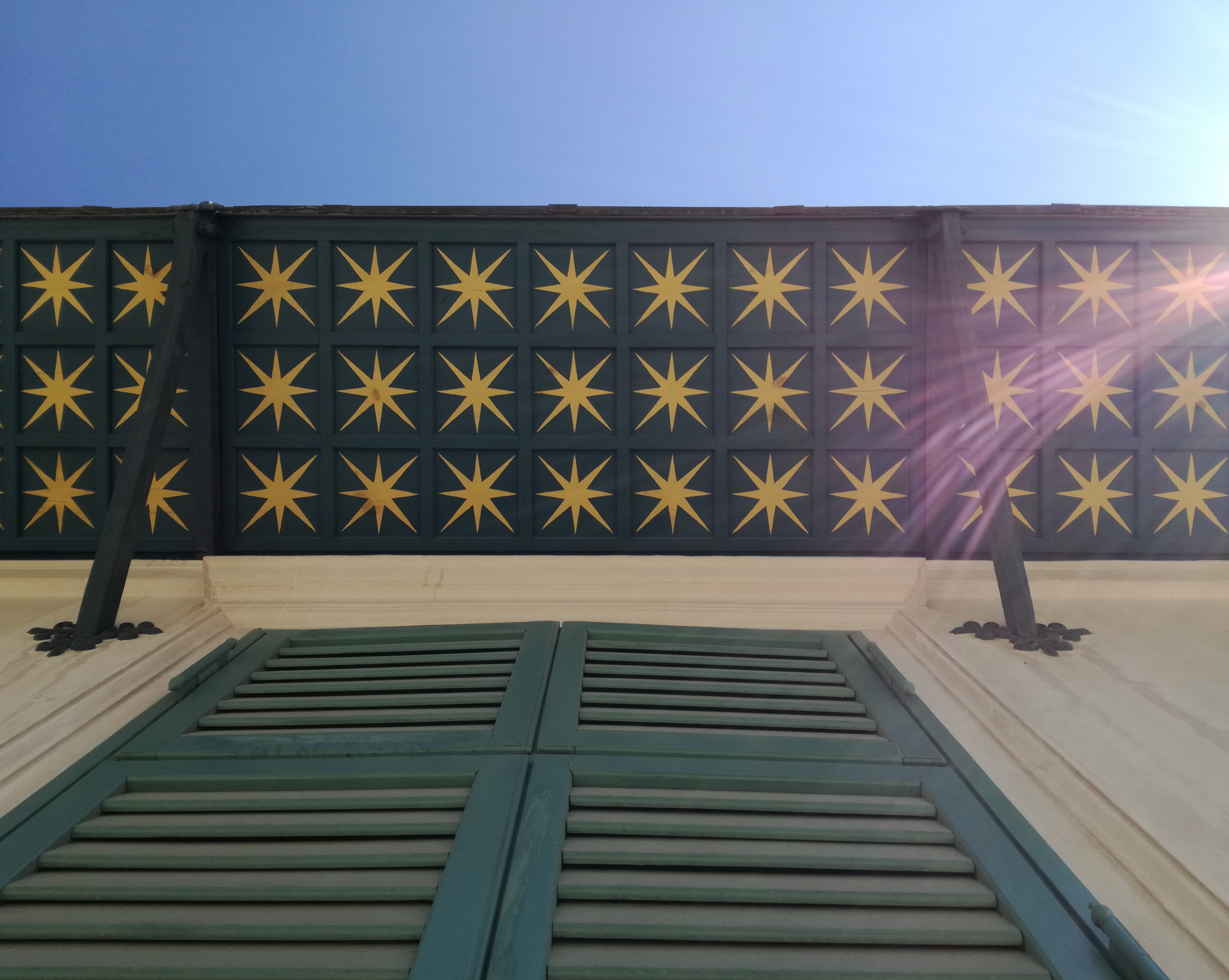
Diese Detail-Ansicht zeigt den umlaufenden Balkon von unten mit seiner Kassettierung und den Sternen (ein wiederkehrendes Motiv in Schinkels Schaffen) sowie den sparsamen und harmonischen Aufgriff der Naturfarben ocker, grün und nachtblau.

Schinkel entwarf den Pavillon im Stil einer italienischen Villa als streng symmetrischen weißen Kubus, dessen Fassade lediglich durch eine Säulenloggia und dunkelgrüne Fensterläden aufgelockert wird. Das erste Obergeschoss erhielt einen umlaufenden Balkon, was der König als Anregung von Chiatamone mitgebracht hatte. Dieser ist aus Eisen, dunkelblau lackiert und wurde auf der Unterseite gleichmäßig mit goldenen Sternen bemalt.
Der Kubus hat einen Grundriss von 57 × 52 Fuß (nach heutigem Aufmaß 17,95 × 16,36 m) und eine Höhe (bis zur  Attika-Oberkante) von 36 Fuß (11,13 m). Damit entspricht das Seitenverhältnis der Haupt-Fassaden (West-Ost) dem Goldenen Schnitt, einem klassischen Harmoniemaß. Die Entwurfsidee basiert auf einem geometrischen Grundgerüst, einem Raumraster von drei mal drei Quadraten (siehe Grundriss), wobei jedoch im Erdgeschoss zwei Quadrate zu einem Gartensaal und zwei weitere zu Entrée mit Treppenhaus zusammengefasst sind. Im Obergeschoss ist das jeweils mittig an der Fassade liegende Quadrat in eine Loggia und einen Verbindungsgang geteilt. Die Idee der zahlreichen Loggien besteht darin, je nach Uhrzeit und Wetterlage einen angenehmen Aufenthaltsort zu haben.
Auch die Innenarchitektur für die neun fast gleich großen Räume errichtete Schinkel in äußerst schlichter Eleganz. Wandmalereien im pompejanischen Stil verzieren den Treppenaufgang. Im Gartensaal steht als Glanzstück der erhaltenen Originaleinrichtung ein von Schinkel gestalteter runder Teetisch mit einer Tischplatte aus Porzellan, auf die viele bedeutende Bauwerke des Architekten gemalt wurden.
Einen weiteren Höhepunkt stellt der mit Mitteln des Vereins Freunde der Preussischen Schlösser und Gärten restaurierte, der Sammlung seit 2012 hinzugefügte Schneevogl-Schreibschrank mit seinen kostbaren Intarsien und vielen, über komplizierte Mechaniken bedienbaren Geheimfächern dar.

## Heutige Nutzung als Museum
Der Führung durch das Neue Pavillon ist eine Reise durch das Werk Schinkels und gibt einen hervorragenden Einblick in dessen Schaffen, wobei auch Schinkels Umfeld mit einbezogen wird. Eine Vitrine mit Metallarbeiten zeigt realisierte Entwürfe Schinkels, wie zum Beispiel das Das Eiserne Kreuz, aber auch ein Schwert mit Szenen aus den Befreiungskriegen, sowie den Louisenorden. Ein Highlight sind die von Franciscus Joseph Friedrich detailliert mit Holz, Elfenbein und Perlmutt ausgeführten Modelle von Schinkels Altem Museum und Friedrichwerdersche Kirche. Präsentiert werden außerdem eine Reihe von Stühlen nach Entwürfen Schinkels. Über 90 Gemälde werden an Wänden und Vitrinen präsentiert.

## Ausgestellte Gemälde (Auswahl)
In den Ausstellungsräumen befinden sich Aufsteller mit Basisinformationen zu den ausgestellten Werken.
Von Karl Friedrich Schinkel:
- Blick aufs Meer bei Sonnenunter-/aufgang
- Landschaft mit Motiven aus dem Salzburgischen Land
- Landschaft mit gotischen Arkaden
- Triumphbogen (Ruhmeshalle)
- Capriccio der Isola Bella, Öl auf Papier

Von Michael Carl Gregorovius sind die beiden Ansichten der Waffenkammer im Zeughaus-Gemälde ausgestellt, die Schinkels beispielgebende museale Einrichtung des Zeughauses als Armeemuseum in den 1820er Jahren dokumentieren, und die Friedrich Wilhelm III. direkt vom Künstler ankaufte, um sie im Schlafzimmer des Neuen Pavillon (Raum 25) aufzuhängen:
- Erste Museumsgestaltung im Obergeschoß des Zeughauses (Nordflügel) unter Leitung von Karl Friedrich Schinkel mit Würdigung der Kämpfer in den Befreiungskriegen und Präsentation kunstvoller Waffen, Öl auf Leinwand, H58 × B74 cm
- Museumsgestaltung im Südflügel mit Modell- und Mustersammlung, Öl auf Leinwand, H58 × B74 cm

Von Caspar David Friedrich (siehe auch):
- Morgen im Riesengebirge (Kreuz auf dem Felsen), Öl auf Leinwand, H108 × B170 cm
- Wrack im Mondschein, Öl auf Leinwand, H31,1 × B42,5 cm
- Hafen, Öl auf Leinwand, H91 × B71 cm
- Landschaft mit Pergola und Gartentor (sog. Gedächtnisbild für Johann Emanuel Bremer), Öl auf Leinwand, H43,5 × B57 cm
- Nebel im Elbtal, Öl auf Leinwand, H33 × B42,5 cm
- Ländliche ebene Gegend, Öl auf Leinwand, H27,4 × B41,1 cm
- Landschaft mit Windmühlen, Öl auf Leinwand, H27,7 × B41,1 cm
- Gartenterrasse, Öl auf Leinwand, H49 × B71 cm
- Kreuz an der Ostsee, Öl auf Leinwand, H44,7 × B32 cm

Von Carl Gustav Carus:
- Das Grab Caspar David Friedrichs (Gedächtnisbild für C. D. Friedrich), Öl auf Pappe, H30 × B23,5 cm
- Die drei Weisen aus dem Morgenlande, Öl auf Leinwand, H72 × B54,5 cm

Von Wilhelm Ahlborn:
- Klosterhof bei Nacht mit Blick auf den Watzmann

Von Carl Georg Hasenpflug:
- Gotische Kathedrale

Von Carl Blechen:
- Das Innere des Palmenhauses, zwei Versionen[7][8], Öl auf Leinwand, je ca. H73,5 × B64,3 cm
- Der Golf von La Spezia[9], Öl auf Leinwand, H93 × B142,5 cm

Von Eduard Gaertner:
- Panorama vom Kreml zu Moskau, Öl auf Leinwand, drei Tafeln in neugotischem versilberten Rahmen, H95 × B300 cm  (Mitteltafel 95 × 80 cm, linke und rechte Tafel je 60 × 110 cm)
- Der Gendarmenmarkt im Winter, Öl auf Leinwand, H77 × B115 cm
- Schlosskapelle Charlottenburg, Öl auf Leinwand, H77 × B62 cm
- Schloss Charlottenburg von der Gartenseite, H28,2 × B48,5 cm
- Herkulesbrücke mit dem Aktienspeicher, H42,5 × B59 cm
- Seitenansicht der Kirche Notre-Dame mit der Archevêché, H58 × B42 cm
- Pont St. Michel vom Quai des Augustins gesehen, H41 × B56 cm
- Das Innere des Berliner Doms, H37,8 × B34,2 cm